# Johann Heinrich Gottlob von Justi
Johann Heinrich Gottlob von Justi (ur. 28 grudnia 1717 w Brücken, zm. 21 lipca 1771 w Kostrzynie nad Odrą [niem. Küstrin]) – niemiecki ekonomista, profesor uniwersytetu w Getyndze. W dziele Zasady nauki policji (1756) wyłożył odmienne od większości sobie współczesnych zasady funkcjonowania policji; miała pełnić funkcję pośrednika między poddanymi a państwem.

## Życiorys
Justi urodził się w Brücken. Od 1750 do 1753, Justi nauczał w Theresianum (Wiedeń) – Akademii stworzonej przez cesarzową Marię Teresę. Poznał go tam kanclerz Friedrich Wilhelm von Haugwitz, którego reformy administracji nawiązywały do idei Justiego. Po krótkim pomieszkiwaniu w Erfurt i Lipsku Justi został dyrektorem policji w Getyndze w 1755. Właśnie tam rozpoczął swą regularną pracę z dziełami francuskiego Oświecenia. Zainteresowało go zwłaszcza dzieło Monteskiusza O duchu praw z 1748.
W roku 1757, duński minister Bernstorff zaprosił go do Kopenhagi. W 1758, Justi osiadł w mieście Altona. Mając nadzieję na stałe zatrudnienie w Prusach przeniósł się do Berlina w 1760. W 1765, został pruskim ministrem kopalń, przemysłu szklanego i stalownictwa. W 1768, oskarżono go o defraudację rządowych pieniędzy i osadzono w twierdzy Kostrzyn. Po uwolnieniu w kwietniu 1771 znów przeprowadził się do Berlina gdzie wkrótce zmarł.